# バラエティ530
バラエティ530（バラエティごうさんまる）は、テレビ東京系で放映していたアニメ530枠のうち、2008年10月改編により金曜日の同時間帯で放送されていた枠名である。ただし、臨時的な枠名であるため、公式の場では使われていない。

## 概要
2008年10月、金曜17時30分に放送されていた『シークレット・アイドル ハンナ・モンタナ』の後番組に、子ども向けのバラエティ番組『ロボつく』が開始された（2009年4月以降は日曜9時00分枠に変更、2009年9月20日で放送終了）。半年放送した後、4月から6月の間はアニメの再放送枠となり、17時30分枠は一時消滅する。
2009年4月には『きらりん☆レボリューション』の後番組として、『サキよみ ジャンBANG!』の放送が開始された。本番組は、前番組の『きらレボ』枠と土曜9時00分枠で放送されていた『BLUE DRAGON』枠を交換する形で実現しており（そのことがあったため、土曜9時00分枠の後番組は、ちゃお（小学館）枠である『極上!!めちゃモテ委員長』となっている）、スタッフの要望によりバラエティ枠となった。
同年7月には『週刊AKB』の放送が開始され、17時30分枠のバラエティが復活。そのため、金曜日の夕方枠は、18時30分枠で放送されていた『ピラメキーノ』を含めると、バラエティ番組が1時間30分放送されることになる。2010年4月16日から2011年3月4日までの間『ピラメキーノ』が『ピラメキーノG』として18:30〜20:00までの1時間30分の拡大放送を開始したため、バラエティ番組が2時間30分放送されていた。
この時間帯では、すでに18時30分枠で『スキバラ』を放送していたほか、それ以前にも『愛ラブSMAP』『少女雑貨専門 エクボ堂』『スーパーマリオクラブ』『大竹まことのただいま!PCランド』といったバラエティ番組が18時台に編成されていた時代もあったが、テレビ東京系で子供向けのバラエティが夕方の時間帯全体を占めるのは今まで例がなかった（今までは前や後の時間帯にアニメ（もしくは特撮などのドラマ）が放送されていたため、全体がバラエティになることはなかった）。
2014年1月、月曜17時30分に放送されていた『カードファイト!! ヴァンガード』の再放送の後番組に、『ヴァンガードTV TRY』が開始された。本番組は、前番組の『カードファイト!! ヴァンガード』再放送枠と2013年4月から同年12月28日まで土曜8:00枠に放送されていた『ヴァンガ道（第2期）』枠を交換する形となった。
2014年4月期の改編で、平日17時20分から17時50分枠に『別冊主治医が見つかる診療所 健康スイッチ』が放送開始されるため、火曜～木曜17時30分から18時00分に放送していたアニメ枠と月曜と金曜のバラエティ枠が終了することになったため、『アニメ530』と同時に当番組も終了した。

## コンセプト
バラエティ530は、『スキバラ』同様、子どもから大人まで楽しめる内容で、両番組とも雑誌などのタイアップを行なっていることが特徴といえる。そのため、普通のバラエティでは行なうことのない企画を出すことが多い。特に『サキよみ ジャンBANG!』はそれが顕著になっており、声優や俳優を使ってセリフを吹き込んだ状態で、マンガ（アニメ画にしたものではなく、ほぼマンガの原画そのままで）の放送をするなど、実験的なコーナーを組むことがある。

## 番組表
この番組枠はBSジャパン（現：BSテレ東）とAT-Xでの時差放送が行われなかった。

### 過去の番組
- 17:30 - 18:00
  - 月曜:ヴァンガードTV TRY（2014年1月6日 - 3月31日）
  - 金曜:ロボつく（2008年10月3日 - 2009年3月27日、2009年4月以降は日曜9時00分枠での放送）
  - 金曜:週刊AKB（2009年7月10日 - 2012年11月30日）
  - 金曜:AKB子兎道場（2012年12月7日 - 2014年3月28日）
- 18:00 - 18:30
  - 金曜:サキよみ ジャンBANG!（2009年4月3日 - 2014年3月28日）